# 殷方龙
殷方龙（1953年11月—），江苏扬中人，中国人民解放军上将，中国共产党第十八届中央委员会候补委员。现任全国人大教科文卫委员会副主任委员。

## 生平
1972年加入中国人民解放军。最初在兰州军区某部任职，后担任过师政治部宣传科科长，集团军高炮团政治处主任、集团军纪委办公室主任、政治部宣传处处长，兰州军区政治部宣传部副部长等。其后调沈阳军区任坦克3师副政治委员、政治委员。1999年，任总装备部政治部副主任。2004年，升任主任。2008年，任第二炮兵政治部主任。2012年10月，任总政治部副主任。2016年2月，任新成立的中国人民解放军中部战区政治委员。2018年2月24日，当选为第十三届全国人大代表。2018年3月，任全国人大教科文卫委员会副主任委员。
2001年，晋升为少将。2010年7月，晋升为中将。2015年7月31日，晋升上将军衔。